# Dimitri Bilov
Dimitri Bilov (ros. Дмитрий Билов, Dmitrij Biłow; ur. w 1967 roku w Związku Radzieckim) – rosyjski aktor teatralny, telewizyjny i filmowy. 

## Kariera
Na ekranie często uosabia podejrzane postacie i przestępców. W latach 1984–1992 studiował w Państwowej Wyższej Szkoły Teatralnej i Filmowej w Ałmaty w Kazachstanie na wydziale aktorskim, a w latach 1989-1994 na wydziale reżyserii i scenografii. Pracował jako reżyser i scenograf w Kazachstańskiej Filharmonii Państwowej. W latach 1995–1999 pracował we Władywostoku jako aktor, reżyser i scenograf, a także jako wykładowca. W 2000 osiedlił się w Kolonii, gdzie w 2005 podjął pracę jako wykładowca w Akademii Teatralnej. 

## Filmografia

### Filmy fabularne
- 2008: Kobieta w Berlinie (Anonyma - Eine Frau in Berlin) jako Rosjanin z patelnią
- 2009: Bis an die Grenze (TV) jako Milan
- 2010: Bingo jako Sergei
- 2011: 247 dni (Marco W. - 247 Tage im türkischen Gefängnis, TV) jako więzień
- 2012: Die Vierte Macht jako oficer wojskowy
- 2013: Westfalia jako Fedja
- 2014: Jack Strong jako Sasza Iwanow
- 2015: Pampa Blues (TV) jako Georgi Bulatov

### Seriale TV
- 2008: Jednostka specjalna jako
- 2010: Tatort: Klassentreffen jako Antanas Broos
- 2010: Tatort: Der Fluch der Mumie jako Gruber
- 2010: Tatort: Spargelzeit jako Jakub Czarzyk
- 2012: Kobra – oddział specjalny odc. Były (Der Ex) jako Bronski
- 2014: Tatort: Franziska jako Sergej Rowitsch